# Krishnasamudram
Krishnasamudram é uma vila no distrito de Tiruchirappalli, no estado indiano de Tamil Nadu.

## Demografia
Segundo o censo de 2001,  Krishnasamudram  tinha uma população de 9254 habitantes. Os indivíduos do sexo masculino constituem 51% da população e os do sexo feminino 49%. Krishnasamudram tem uma taxa de literacia de 84%, superior à média nacional de 59.5%: a literacia no sexo masculino é de 87% e no sexo feminino é de 80%. Em Krishnasamudram, 8% da população está abaixo dos 6 anos de idade.